# Кортні Доулгайд
Кортні Доулгайд (англ. Courtney Dolehide; нар. 25 березня 1992) — колишня американська тенісистка.
Найвищу одиночну позицію світового рейтингу — 453 місце досягла 7 червня, 2010, парну — 486 місце — 12 липня, 2010 року.

## Фінали ITF

### Одиночний розряд: 1 (0–1)
| Результат | Ранг | Дата           | Турнір      | Покриття | Суперниця   | Рахунок  |
| --------- | ---- | -------------- | ----------- | -------- | ----------- | -------- |
| Поразка   | 1.   | 28 червня 2009 | Вічита, США | Тверде   | Жаклін Како | 2–6, 3–6 |

### Парний розряд: 1 (0–1)
| Результат | Ранг | Дата          | Турнір                   | Покриття | Партнерка      | Суперниці                | Рахунок  |
| --------- | ---- | ------------- | ------------------------ | -------- | -------------- | ------------------------ | -------- |
| Поразка   | 1.   | 27 липня 2008 | Евансвілл (Індіана), США | Тверде   | Кірстен Флауер | Ребекка Маріно Ellah Nze | 5–7, 3–6 |